# Walter Borbet
Walter Adolf Borbet (* 9. September 1881 in Schalke; † 4. Januar 1942 in Bochum) war ein deutscher Ingenieur und Manager in der Stahl- und Rüstungsindustrie.

## Leben
Borbet schloss die Oberrealschule mit dem Abitur ab und studierte dann Eisenhüttenwesen und Maschinenbau in Karlsruhe, Aachen und in Freiberg an der Bergakademie. In Karlsruhe schloss er sich 1903 dem Corps Franconia an, in Aachen dem Corps Borussia (heute in Clausthal). Nach mehreren Jahren Beschäftigung als Ingenieur beim Hörder Bergwerks- und Hütten-Verein und als Stahlwerkschef der Georgsmarienhütte kam er 1911 als Oberingenieur zum Bochumer Verein, einem bedeutenden Montankonzern, in dem er 1919 Mitglied des Vorstandes, 1922 Vorstandsvorsitzender und 1924 Generaldirektor wurde. Nachdem 1926 die Vereinigten Stahlwerke AG durch Zusammenschluss zahlreicher Stahlkonzerne, unter anderem des Bochumer Vereins, entstanden waren, wurde Borbet 1930 Vorstandsvorsitzender der Ruhrstahl AG, einer Tochter der Vereinigten Stahlwerke AG. 1934 übernahm er weiterhin die Leitung der Hanomag, nachdem diese vom Bochumer Verein übernommen worden war.
Nach eingehenden Studien des Siemens-Martin-Verfahrens in England entwickelte er die Roheisen-Erz-Variante dieses Verfahrens weiter und errichtete mit Felix Scharf, dem damaligen Direktor des Bochumer Vereins, ein neues Siemens-Martin-Stahlwerk beim Bochumer Verein. Der Hochofenprozess wurde einer grundlegenden Überarbeitung unterzogen und an vielen Stellen signifikant verbessert. Zur Verwendung von feinkörnigen, mulmigen Erzen untersuchte Borbet die Sinterung und führte daraufhin als erster in Deutschland das Sinterband für Erze ein. Seine Verfahrensverbesserung bei der Roheisen- und Stahlherstellung fanden international starke Beachtung und Nachahmung. 1922 gründete er das Höntroper Werk des Bochumer Vereins. Hier entstanden ein Siemens-Martin-Stahlwerk und ein Walzwerk zur Herstellung von nahtlosen Rohren, die 1924 die Produktion mit aufgrund der Integration von Stahl- und Walzwerk verbesserten Kosten aufnahmen.
Er gehörte zu einer Gruppe von 17 Industriellen, die von 26. Februar bis zum 11. März 1931 die Sowjetunion besuchten. Von 1926 bis 1929 und 1933 gehörte Borbet dem Provinziallandtag, 1933 dem Provinzialausschuss und von 1935 bis 1941 dem Provinzialrat der Provinz Westfalen an.
Walter Borbet gehörte anfänglich zu den Persönlichkeiten der deutschen Wirtschaft, die Adolf Hitler aktiv unterstützten, geriet jedoch spätestens ab 1937 in Konflikt mit dem NS-Regime. So sei er nach eigener Aussage Adolf Hitler bereits 1927 begegnet und habe in ihm bereits zu dieser Zeit eine der „wertvollsten Gestalten der deutschen Geschichte erkannt“. Bis 1929 war er Mitglied der Deutschen Volkspartei (DVP). Ab Mitte 1932 ließ Borbet in der Werkszeitung des Bochumer Vereins, der Hüttenzeitung, unverhohlene Wahlagitation für die NSDAP betreiben. Er trat zum 1. April 1936 der NSDAP bei (Mitgliedsnummer 3.752.874). Am 20. Mai 1937 wurde er zum Wehrwirtschaftsführer ernannt. Aufgrund der Eingriffe in die Führung der Wirtschaft durch staatliche bzw. parteiliche Stellen in Form der Vierjahrespläne geriet er jedoch ab dieser Zeit in Konflikt mit dem NS-Regime und nahm Opposition zu staatlichen und parteilichen Stellen ein, so dass er 1939 als Leiter der IHK Bochum und der Wirtschaftskammer Westfalen-Lippe abberufen wurde. Sein plötzlicher Tod in seinem Büro in Bochum 1942 gab manchen Zeitgenossen Anlass, eine Selbsttötung zu vermuten.

## Auszeichnungen
- Die RWTH Aachen zeichnete Walter Borbet 1927 mit der Ehrendoktorwürde eines Dr.-Ing. E. h. aus. Die Auszeichnung erfolgte für seine Entwicklung der Siemens-Martin-Stahlerzeugung nach dem Roheisen-Erz-Verfahren.